# Нестор Гонсальвес
Нестор Гонсальвес (ісп. Néstor Gonçalves; 27 квітня 1936, Бальтасар-Брум — 29 грудня 2016, Монтевідео) — уругвайський футболіст, що грав на позиції опорного півзахисника.
Виступав за клуб «Пеньяроль», в якому є рекордсменом за кількістю проведених матчів, а також національну збірну Уругваю.

## Клубна кар'єра
У дорослому футболі дебютував 1956 року виступами за команду клубу «Пеньяроль», кольори якої і захищав протягом усієї своєї кар'єри гравця, що тривала шістнадцять років. З 1962 року був незмінним капітаном команди. Провів у її складі 571 матч в чемпіонатах Уругваю, що лишається рекордом «Пеньяроля». Був співавтором дев'яти тріумфів команди у чемпіонатах Уругваю, у тому числі протягом 1958—1962 років п'ять разів поспіль ставав чемпіоном країни.
Також допоміг команді тричі ставати переможцем Кубка Лібертадорес та двічі виграти Міжконтинентальний кубок.

## Виступи за збірну
1957 року дебютував в офіційних матчах у складі національної збірної Уругваю. Протягом кар'єри у національній команді, яка тривала 15 років, провів у формі головної команди країни 50 матчів.
У складі збірної був учасником розіграшу Кубка Америки 1957 року в Перу, на якому команда здобула бронзові нагороди, розіграшу Кубка Америки 1959 року в Аргентині, а також чемпіонату світу 1962 року в Чилі та чемпіонату світу 1966 року в Англії.

## Досягнення
- Чемпіон Уругвая (9): 1958, 1959, 1960, 1961, 1962, 1964, 1965, 1967, 1968
- Володар Кубка Лібертадорес (3): 1960, 1961, 1966
- Володар Міжконтинентального кубка (2): 1961, 1966
- Бронзовий призер Чемпіонату Південної Америки: 1957